# 46592 Marinawatanabe
46592 Marinawatanabe este o planetă minoră (asteroid), cu un diametru de 2,688 km, din centura de asteroizi. A fost descoperită pe 16 decembrie 1992 la Geisei observatory⁠(d) de Tsutomu Seki. 
Obiectul prezintă o orbită caracterizată de o semiaxă mare de 2,2817548825481 UAi, o excentricitate de 0,12635463783289, o înclinație de 5,5372772713958 ° în raport cu ecliptica.